# 石川氏 (丹後国)
石川氏（いしかわし）は、丹後国与謝郡石川荘の武家、国人。石河氏、丹後石川氏とも。本姓は河内源氏・信濃源氏とされる。家紋は飛び鶴。鎌倉時代から戦国時代にかけて、一色氏の被官として、また丹後国や伊勢国の守護代として活躍した。

## 概要
正応元年（1288年）の『庄郷保田数帳』には、倉富保と光富保を領有した石川中務の名前が見える。太田亮の『姓氏家系大辞典』によれば、「赤井系図」には「井上満実-葦田家光十三世孫赤井幸長─貴成（石河弥左衛門尉）」とあるとされるが、太田は「石川氏は赤井氏よりも古かるべし」とコメントしている。また、『大日本史料』天正13年（1585年）閏8月2日条にも赤井幸家の子に貴成がおり、徳川家康に仕えたことが記されている。なお、萩藩には「石川弥左衛門尉貴成書状」が伝わっており、内容ごとに正保元年（1644年）12月3日、慶安2年（1649年）正月11日、同3年の日付が記されている。
河村昭一は、元弘3年（1333年）5月に番場・蓮華寺にて自害した石川九郎道コ（卓+夸）（享年50）とその子息・亦次郎通近（享年21）を丹後石川氏の人物であると推定している。
暦応5年（1342年）4月4日には石川孫三郎入道覚道の名前が見える。河村は、覚道は丹後国に所領を持ち、かつ在京を基本とする将軍直属の御家人であったとし、丹後石川氏の祖であると考察している。なお、覚道の後継者と目される者には、丹後石川氏の通称と同じ「（石川）勘解由左衛門尉」を用いる人物がおり、貞治4年（1365年）2月に上総国守護代として活動している。また、覚道が育てた上杉朝房・朝宗兄弟は、建武4年（1337年）に丹後国守護に任ぜられた上杉朝定の養子となっている。
明徳3年（1392年）に一色満範が丹後守護に就任すると、長貞はこれに従った。また、同年の相国寺供養の際には範満の弟・範貞に従っている。
応永16年（1409年）3月には、石川城に幽閉されていた若狭守護代の小笠原長春とその子・小笠原長頼が切腹した。それによって、長春が就任していた若狭国今富名代官職に石川佐渡守八郎左衛門尉長貞が就いている。長貞は一色範貞（満範の弟）から偏諱を賜っている。
永享10年（1438年）12月23日付の一色教親寄進状写には奉行・石川河内入道の名前が見える。
永享12年（1440年）8月17日には石川安繁が伊勢国守護・一色五郎（一色教親か）の守護代として禁制を発給している。安繁は長享3年（1459年）10月15日付の尾張国智多郡守護一色義直奉行人連署奉書にも署名している。
長禄2年（1458年）7月4日付の史料として「守護代石河道道悟尊行状」が存在する。
石川佐渡入道道悟は一色義貫・一色教親・一色義春・一色義直の伊勢守護代として活躍している。
応仁の乱では、北伊勢で新守護・土岐政康と一色家の守護代・石川道悟が戦っている。
『応仁記』巻2には一色衆として石川佐渡守、石川九郎が、『応仁略記』には一色の騎馬衆として石川某が、『応仁別記』には一色氏被官の石川佐渡守道悟とその子・蔵人親貞の名前が確認できる。
文明12年（1480年）4月には、一色義春が伊勢守護に復帰しており、守護代として石河直清が入国している。
明応7年（1498年）5月28日には、丹後の善王寺で石河中務亟が割腹している。これは、伊賀次郎左衛門らに反乱を起こされていた一色義秀に協力していたからであると考えられる。
永正3年（1506年）5月25日には、細川澄之、細川澄元、細川政賢、赤沢朝経、三好之長、香西元長、武田元信が丹後国の一色義有討伐に赴き、石川勘解由左衛門尉直経が籠る加悦城（安良山城）を攻めたが、澄之と元長は直経と内通して同月28日に落城を装い兵を退いた。
永正4年（1507年）6月23日の永正の錯乱当時、赤沢朝経が細川政元の命令を受けて一色義有を攻めていたが、その最中に政元が暗殺されたことを知ると、軍を京都に撤退させようとしたが、一色義有や石川直経ら丹後の国人は反撃し、6月26日あるいは7月4日に丹後九世戸の文殊堂で自刃に追い込んだ。
永正9年（1512年）に26歳の若さで一色義有が病死すると、次期当主の座を巡って、一色義清・石川直経と一色九郎・延永春信（ともに守護・守護代であった）との間で家督争いが発生した。一度は春信が直経に勝利し、直経を加悦の安良山城から加佐郡まで追い落としたものの、永正13年（1516年）に、丹後国は与謝郡加悦城主の直経、与謝郡宮津城主の小倉播磨守、熊野郡久美浜城主の伊賀右京亮の3人が分割統治することとなった。翌年5月には、春信勢が若狭国大飯郡和田まで進撃し、高浜城主の逸見河内守国清が武田元信を裏切り春信に寝返った。これに対し管領・細川高国は幕府に御教書を出させて、直経や義清、近江国の朽木稙綱、越前国の朝倉孝景による幕府軍が編成され、春信を敗走させている。
16世紀前半（天文7年（1538年）か）に成立した『丹後国御檀家帳』によれば、加悦城に国奉行の石川殿、五ヶ御城に石川殿の子・石川小太郎、嶋高尾城に石川中務丞が居城していたという。
丹波国何鹿郡館城は永禄年間（1558年 - 1570年）に石川備後守（後述の繁か）が居城していたが、慶長5年（1600年）には関ヶ原の戦いに関連して西軍方についた福知山城主の小野木重勝によって燃やされたという。
天正4年（1576年）のものと思われる5月19日付吉川元春宛「石河繁書状」から光秀敗北後の丹波の様子がわかる。石河弥七郎繁（『寛政重修諸家譜』に見える石川弥七郎貴繁か）は丹波国何鹿郡栗村荘の館城主だが、繁は毛利氏が足利義昭を奉じて出陣することを伝え聞き、赤井直正や赤井幸家と相談して忠節を尽くす気持ちを述べており、丹波の国人はその考えで一致していると言っている。また繁は直正を通じて吉川元春に取り入っている。
天正10年（1582年）には、与謝郡の亀山城には石川悪四郎（浄雲斎？）が、嶋村城には石川尾張が、江田城には石川玄蕃助が居城していたものの、細川藤孝によって追放されたという。また瀧城は石川直経の末裔の石川弥三左衛門尉秀門（石川秀廉の子か）が居城していたものの、同年9月8日に田辺城で討死し、嫡男の文吾秀澄は一色義俊を守り弓木山にて同年9月28日に討死、次男の五郎左衛門は千鳥の香炉を盗んだという。
『寛政重修諸家譜』巻123には石川勘解由左衛門貴勝-成吉左衛門・新左衛門吉貴-弥七郎・弥左衛門貴繁-小刑部・弥左衛門貴成（実は赤井幸長の子）と続く一族の系図が記されている。